# Xavier Malisse
 (juin 2012).
Si vous disposez d'ouvrages ou d'articles de référence ou si vous connaissez des sites web de qualité traitant du thème abordé ici, merci de compléter l'article en donnant les références utiles à sa vérifiabilité et en les liant à la section « Notes et références ».
Xavier Malisse, né le 19 juillet 1980 à Courtrai (Belgique), est un joueur de tennis belge, professionnel de 1998 à 2013.

## Biographie
Professionnel depuis 1998, il réside à Bradenton (Floride). Joueur complet au caractère impétueux mais au talent certain, il s'est adjugé trois titres sur le circuit ATP, dont deux à Delray Beach en 2005 face au Tchèque Jiří Novák et en 2007 face à James Blake. Il a également remporté en 2004 le tournoi de Roland-Garros en double avec son compatriote Olivier Rochus.
Il fut le joueur belge le mieux classé de l'histoire (19e au classement ATP en 2002) durant 13 ans, avant que David Goffin ne fasse mieux en mai 2015. Bien qu'il soit considéré par ses collègues comme étant l'un des joueurs les plus talentueux du circuit, son manque de régularité, son mental instable et ses pépins physiques réguliers l'empêchent de s'installer durablement dans le top mondial. Il est l'un des rares joueurs à s'être imposé contre de nombreux joueurs du top 5 comme Rafael Nadal, Novak Djokovic, David Ferrer, Jo-Wilfried Tsonga et Lleyton Hewitt, ce qui fait de lui un joueur redouté des grands noms du tennis des années 2000.
Le 5 novembre 2009, il est suspendu un an par le tribunal antidopage flamand pour manquements dans la transmission des informations de localisation. Il est également accusé d'avoir manqué un contrôle antidopage. Il décide de contester cette sanction devant le Tribunal arbitral du sport et obtient gain de cause.
Le 2 octobre 2013, il joue son dernier match professionnel à l'Ethias Trophy, battu au premier tour par Serhiy Stakhovsky.

### Vie personnelle
Xavier Malisse a été en couple avec l'animatrice Émilie Dupuis.

## Carrière

### 1996-2000
Xavier Malisse entame sa carrière sur le circuit en 1996 et commence à se distinguer deux ans plus tard, après avoir rejoint l'académie Bollettieri en septembre 1997 sur proposition de son agent. Lors du Tournoi de Philadelphie 1998, il passe près de la victoire au premier tour contre Pete Sampras, étant battu par l'Américain 7 jeux à 5 dans le troisième set. Il parvient ensuite en finale de l'Open du Mexique alors qu’il est classé au-delà de la 300e place. Il y bat des spécialistes de terre battue tels que Alex Calatrava, Francisco Clavet et Félix Mantilla. Une semaine plus tard, il se défait de Thomas Muster en deux sets sur la surface de prédilection de l'Autrichien à Bogota.
Début 1999, il se hisse en finale de Delray Beach avant de rendre les armes face au grand espoir du tennis australien Lleyton Hewitt. Xavier défait en Coupe Davis un autre futur grand champion, Roger Federer, et contribue ainsi à la qualification de la Belgique en demi-finale. Il fait quelques mois plus tard une entrée éclair dans le top 100 au terme de son troisième tour à l’US Open. Mais dans sa globalité, cette saison est extrêmement décevante et marquée par de nombreuses éliminations précoces malgré un potentiel évident. Xavier est fantomatique en 2000. À cette période, Malisse n'est pas assidu à l'entraînement et néglige sa carrière alors qu'il a une relation avec l'Américaine Jennifer Capriati.

### 2001
L'année suivante se présente sous un meilleur jour pour Xavier Malisse avec une demi-finale à San José puis une nouvelle finale à Delray Beach, écartant sur sa route Nicolás Lapentti avant d'échouer contre Jan-Michael Gambill. Xavier réédite la performance à Atlanta (finale perdue contre l'Américain Andy Roddick). Il se replace du même coup dans le top 100.
Il est plus performant dans les tournois du Grand Chelem, frôlant l'exploit contre Roger Federer à Wimbledon contre lequel il tombe en cinq sets alors qu'il avait refait son déficit de deux sets. Xavier obtient son meilleur résultat à l'US Open où il se hisse en huitième de finale à l'issue d'une victoire épique contre Tim Henman alors neuvième mondial en cinq sets accrochés. X-Man achève sa belle saison par une demi-finale à Lyon, qui lui permet de devenir 38e mondial soit alors le meilleur classement mondial jamais obtenu par un joueur belge, et un quart de finale à Paris (avec une victoire sur le finaliste de l'Open d'Australie Arnaud Clément).

### 2002
En dépit d’une défaite au second tour à l'Open d'Australie contre Todd Martin, il se refait une santé à Memphis où il prend sa revanche sur le trentenaire Américain avant de baisser pavillon contre Andy Roddick en demi-finale. Xavier répond présent à Roland-Garros où il est barré par un Sébastien Grosjean en très grande forme en huitième de finale. 
Mais le meilleur est à venir. Xavier produit une performance majeure à Wimbledon en se qualifiant pour la demi-finale. Sur son chemin, il efface le no 6 mondial Ievgueni Kafelnikov en trois sets (7-64, 7-5, 6-2) puis le spécialiste du gazon Greg Rusedski (3-6, 6-3, 3-6, 6-3, 6-4) avant de s’offrir le scalp d’un revenant et ancien vainqueur à Londres Richard Krajicek au bout du suspens (6-1, 4-6, 6-2, 3-6, 9-7). Le surprenant David Nalbandian que l'on n'attendait pas non plus aussi loin dans la compétition met fin à ses espoirs au terme d’une autre bataille dans laquelle le Belge s’écroule physiquement dans la dernière manche (62-7, 4-6, 6-1, 6-2, 2-6). Peu de temps après, Xavier parvient au 19e rang mondial, soit le meilleur classement obtenu par un Belge. Ce coup d’éclat ne sera pas confirmé sur le restant de la saison. Il perd au troisième tour de l’US Open contre Roger Federer.

### 2003
Au troisième tour de l'Open d'Australie, Xavier retrouve David Nalbandian, contre lequel il jette l'éponge dans le troisième set. C'est ensuite une traversée du désert qui se profile avec des éliminations en cascade en début de tournois. Il chute une fois encore à la troisième marche du tournoi de Roland-Garros, après avoir remporté un match marathon contre le combattif Stefan Koubek (3-6, 4-6, 6-4, 7-5, 8-6) au tour précédent. Mais c’est à Wimbledon que la désillusion est grande puisqu’il se fait sortir sans gloire par Cyril Saulnier en trois petits sets dès l'entame du tournoi. Le calvaire continue jusqu’à une lueur d’espoir à l’US Open. Il trace en effet son chemin jusqu’en huitième de finale avec au passage une probante victoire en cinq sets sur Agustín Calleri.

### 2004
X-Man fait un début de saison délicat. Il doit attendre avril pour enfin sortir la tête de l'eau à Saint-Poltën avec une finale perdue contre Filippo Volandri mais l'adversité peu coriace ne permet pas de juger sa forme. Xavier rassure son monde avec un probant Roland-Garros qui le voit se défaire du no 7 mondial Rainer Schüttler puis d'un ancien lauréat du tournoi Albert Costa en cinq sets dantesques (6-4, 2-6, 4-6, 7-6, 8-6) avant d'être éliminé par Lleyton Hewitt en huitième de finale. Il s'adjuge le tournoi de double avec son compatriote Olivier Rochus. Il se hisse également en huitième à Wimbledon mais doit abandonner contre Mario Ančić à cause d'une blessure au dos. La suite de la saison est un long chemin de croix pour le Belge. Seule une finale à Lyon le sauve du « naufrage ».

### 2005
Xavier se fait occire par l'Allemand Tommy Haas au premier tour de l'Open d'Australie mais relève la tête à Delray Beach qu'il remporte à la surprise générale, obtenant ainsi son premier titre sur le circuit ATP.
La suite de l'année est cependant moins reluisante : il se fait disqualifier de Miami pendant son match contre David Ferrer. X-Man est barré par le futur vainqueur Rafael Nadal dès son second match à Roland-Garros, puis par Guillermo Coria à Wimbledon au même stade. Il revit à l'US Open en atteignant les huitièmes de finale et pousse le double vainqueur du tournoi Andre Agassi dans un combat titanesque où les deux protagonistes livrent un match de très haut niveau. Le vétéran américain mène deux sets à rien et passe à deux points du match dans le jeu décisif du troisième set. Xavier entame alors une improbable remontée avant de céder dans l’ultime manche (3-6, 4-6, 7-6, 6-4, 2-6).

### 2006
Le « soleil brille joyeusement » pour Xavier Malisse, alors classé 47e en ce début d'année 2006. Parti sans entraîneur aux antipodes mais avec un nouveau sponsor, l'équipementier italien Sergio Tacchini, son contrat avec Adidas n'ayant pas été reconduit, Xavier Malisse semble d'emblée respirer la grande forme. Pour son tout premier rendez-vous de la saison, à Adélaïde, le Courtraisien se qualifie pour la finale du tournoi en se jouant de Mario Ančić, d’Andreas Seppi (sur le score cinglant de 6-1, 6-0) puis de Tomáš Berdych avant d’être battu par Florent Serra. Le Belge se montre coriace à l'Open d'Australie, vaincu par le 13e mondial Thomas Johansson en cinq sets et se hisse encore une fois en finale de Delray Beach où il s’incline au jeu décisif du dernier set face à Tommy Haas. Mais comme souvent dans sa carrière, il subit un passage à vide et ne brille qu’à partir de juillet à Indianapolis (battu par James Blake en demi-finale), puis à Toronto où il accède au quart de finale. Il enchaîne en intégrant le dernier carré à New Haven. Sa dernière performance de la saison est une demi-finale à Lyon.

### 2007
Xavier Malisse commence l'année 2007 au tournoi de Chennai où il crée la sensation en éliminant l'Espagnol Rafael Nadal, deuxième joueur du monde, 6-4, 7-64, pour la première fois en trois confrontations. Il conclut victorieusement son parcours en battant en finale l'Autrichien Stefan Koubek, 6-3, 6-1. Il s'adjuge également le titre en double au côté de Dick Norman.
Après un Open d'Australie raté (éliminé au premier tour par Arnaud Clément), Xavier dispute son tournoi fétiche de Delray Beach et s'impose pour la seconde fois cette année. En finale, il bat la tête de série no 1, l'Américain James Blake, 5-7, 6-4, 6-4. C'est son deuxième succès dans le tournoi floridien (sur 5 finales disputées). De plus, il réalise une nouvelle fois le doublé en gagnant le tournoi en double, associé à l'Américain Hugo Armando. C'est la première fois en 10 ans qu'un joueur réalise deux fois ce doublé. Viennent ensuite sept mois de galère en raison d'une blessure au poignet droit contractée au tournoi de Memphis. C'est à l'US Open que Xavier fait son retour à la compétition. Il parvient au second tour, éliminé par David Nalbandian, mais il perd au Challenger de Gand dès son entrée en lice en contractant une déchirure au ligament externe du genou gauche. Cette nouvelle blessure met définitivement un terme à une saison bien sombre.

### 2008
Retombé très bas dans le classement à la suite d'une blessure, Xavier Malisse doit défendre son titre à Chennai, où il tombe contre Mikhail Youzhny en quart de finale. Il arrive à l'Open d'Australie en manque de repères mais fait mieux que se défendre contre le no 32 mondial Dmitri Toursounov au premier tour : il ne flanche qu'au bout de cinq sets alors qu'il avait remporté les deux premiers. À la suite d'ennuis de santé, on ne reverra Xavier sur les courts qu'à l'occasion du Queen's, au mois de juin, où il bénéficie d'une Wild Card. Il se défait facilement de Dan Evans sur un double 6-1 au premier tour, mais s'incline cependant au deuxième tour contre Lleyton Hewitt sur le score de 6-3, 6-2. Deux semaines plus tard, le Belge est au départ de Wimbledon en étant classé 226e mondial. Il est éliminé au deuxième tour en trois sets par Andy Murray. Durant la seconde partie de la saison, son classement le condamne à jouer dans les tournois Challenger. Il joue tout de même à Los Angeles et à l'US Open, mais il est à chaque fois éliminé au premier tour. Xavier confirme qu'il est sur le déclin et termine l'année 162e mondial.
Cela sera confirmé en 2009, et X-Man deviendra un joueur méconnu du grand public.

### 2010
Xavier Malisse s'était vu infliger en fin de saison 2009 un an de suspension pour un manquement aux règles antidopage. Celui-ci ainsi que sa compatriote Yanina Wickmayer sont autorisés à rejouer dès le 16 décembre 2009.
À croire que cette mésaventure a donné des ailes à Xavier Malisse, qui s'est vu atteindre deux fois des demi-finales cette saison, pendant laquelle il a battu des joueurs très talentueux comme Tommy Haas (6-4, 3-6, 6-4), John Isner (7-6, 6-7, 7-6), Novak Djokovic (6-3, 4-6, 6-2) et Tomáš Berdych (6-4, 3-6, 6-2).
Son match de l'année reste celui du troisième tour de Wimbledon contre le no 21 mondial, Sam Querrey. Ce match disputé en cinq sets s'est terminé à 7 jeux à 9 dans la dernière manche. L'Américain a su resserrer son jeu au meilleur moment et a ainsi gagné le match.
Xavier Malisse est passé de la 94e place à la 63e au classement ATP.

### 2011
Le début de l'année 2011 est plein de promesses car Xavier Malisse semble être en forme et les résultats à l'Open de Chennai sont prometteurs, X-Man se qualifiant pour la finale, où il est battu par le Suisse Stanislas Wawrinka sur le score de 7-5, 4-6, 6-1.
Au tournoi d'Auckland, il est battu dès le premier tour par le Français Arnaud Clément. À l'Open d'Australie, le Belge bat Albert Montañés, tête de série no 25, au deuxième tour mais s'incline au tour suivant face à Roger Federer en trois sets.
Le Belge est éliminé aux premiers tours de l'Open de San José par Milos Raonic, qui réalise une très bonne saison, et au tournoi de Memphis par Florent Serra. Lors de la rencontre de Coupe Davis face à l'Espagne, il est battu par Fernando Verdasco sur le score de 6-4, 6-3, 6-1.
Au Masters d'Indian Wells, il est battu au troisième tour par le qualifié Somdev Devvarman. Il réalise toutefois la performance de battre Jo-Wilfried Tsonga. Dans ce même tournoi, il réalise un authentique exploit en compagnie du prometteur Alexandr Dolgopolov en remportant le tournoi de double, battant en finale la paire suisse Roger Federer-Stanislas Wawrinka et éliminant au passage les frères Bob et Mike Bryan, têtes de série no 1. Au Masters de Miami, le joueur belge est arrêté dès le second tour par le Français Michaël Llodra.
Au Masters de Monte-Carlo et à l'Open de Barcelone, il est de nouveau battu dès les premiers tours respectivement par Albert Montañés et Juan Carlos Ferrero. Au Masters de Madrid, après un premier tour difficile, il se hisse aisément en huitièmes de finale en battant Lu Yen-hsun sur le score sans appel de 6-2, 6-2. Il est éliminé en huitièmes par Roger Federer.
Le deuxième Grand Chelem de l'année, Roland-Garros, ne sourit pas à X-Man, il se fait éliminer dès le deuxième tour par l'Espagnol Fernando Verdasco, tête de série numéro 16.
Au tournoi du Queen's, Xavier Malisse se fait éliminer au second tour par le numéro 4 mondial Andy Murray. Toutefois, le Belge ne s'incline pas facilement, il montre de belles choses. Comme la saison passée, Xavier atteint la demi-finale du tournoi de Rosmalen. Une semaine plus tard, il se qualifie pour les huitièmes de finale du tournoi de Wimbledon en évinçant deux têtes de série : Florian Mayer et Jürgen Melzer. Cela faisait presque six ans, depuis l'US Open 2005, qu'il n'avait plus atteint la deuxième semaine d'un tournoi du Grand Chelem. Il s'incline face au qualifié Bernard Tomic, découverte du tournoi.

### 2021 - 2022: Quelques matchs en double
Après être devenu l'entraineur de Lloyd Harris, ils jouent ensemble en 2021, un tournoi en double en tant qu'invités à Anvers. Ils y battent les premières têtes de série Ivan Dodig et Marcelo Melo pour atteindre les demi-finalesoù ils sont battus par la paire Jean-Julien Rojer - Wesley Koolhof (4-6, 2-6).
Xavier Malisse rejoue l'année suivante en 2022, toujours à Anvers, avec Diego Schwartzman. Ils sont battus au deuxième tour par la paire Tallon Griekspoor - Botic van de Zandschulp (61-7, 67-7).

## Après-carrière
Une fois sa carrière de joueur achevée, Xavier Malisse reste dans le monde du tennis et devient l'entraîneur de Kirsten Flipkens et ensuite celui de Ruben Bemelmans en 2014. À côté de sa fonction de coach, Xavier Malisse est également actif sur l'ATP Champions Tour.
En mars 2021, il devient l'entraîneur partiel du Sud-Africain Lloyd Harris. Il entraîne ensuite l'Américain Sebastian Korda puis l'Australien Alexei Popyrin.

## Parcours dans les tournois duGrand Chelem

### En simple
| Année | Open d'Australie | Open d'Australie  | Internationaux de France | Internationaux de France | Wimbledon       | Wimbledon        | US Open         | US Open       |
| ----- | ---------------- | ----------------- | ------------------------ | ------------------------ | --------------- | ---------------- | --------------- | ------------- |
| 1999  | —                | —                 | 1er tour (1/64)          | Y. El Aynaoui            | 1er tour (1/64) | M. Philippoussis | 3e tour (1/16)  | N. Escudé     |
| 2000  | —                | —                 | —                        | —                        | —               | —                | 2e tour (1/32)  | R. Fromberg   |
| 2001  | —                | —                 | 3e tour (1/16)           | M. Russell               | 2e tour (1/32)  | R. Federer       | 1/8 de finale   | M. Zabaleta   |
| 2002  | 2e tour (1/32)   | T. Martin         | 1/8 de finale            | S. Grosjean              | 1/2 finale      | D. Nalbandian    | 3e tour (1/16)  | R. Federer    |
| 2003  | 3e tour (1/16)   | D. Nalbandian     | 3e tour (1/16)           | A. Agassi                | 1er tour (1/64) | C. Saulnier      | 1/8 de finale   | A. Roddick    |
| 2004  | 1er tour (1/64)  | K. Kučera         | 1/8 de finale            | L. Hewitt                | 1/8 de finale   | M. Ančić         | 1er tour (1/64) | K. Kučera     |
| 2005  | 1er tour (1/64)  | T. Haas           | 2e tour (1/32)           | R. Nadal                 | 2e tour (1/32)  | G. Coria         | 1/8 de finale   | A. Agassi     |
| 2006  | 2e tour (1/32)   | T. Johansson      | 1er tour (1/64)          | N. Massú                 | 2e tour (1/32)  | R. Štěpánek      | 3e tour (1/16)  | J. Novák      |
| 2007  | 1er tour (1/64)  | A. Clément        | —                        | —                        | —               | —                | 2e tour (1/32)  | D. Nalbandian |
| 2008  | 1er tour (1/64)  | D. Toursounov     | —                        | —                        | 2e tour (1/32)  | A. Murray        | —               | —             |
| 2009  | 2e tour (1/32)   | A. Roddick        | —                        | —                        | 1er tour (1/64) | R. Schüttler     | —               | —             |
| 2010  | 1er tour (1/64)  | N. Almagro        | 2e tour (1/32)           | D. Ferrer                | 3e tour (1/16)  | S. Querrey       | 1er tour (1/64) | D. Sela       |
| 2011  | 3e tour (1/16)   | R. Federer        | 2e tour (1/32)           | F. Verdasco              | 1/8 de finale   | B. Tomic         | 1er tour (1/64) | M. Granollers |
| 2012  | 1er tour (1/64)  | É. Roger-Vasselin | 1er tour (1/64)          | B. Baker                 | 1/8 de finale   | R. Federer       | 1er tour (1/64) | J. Isner      |
| 2013  | 2e tour (1/32)   | F. Verdasco       | 1er tour (1/64)          | M. Raonic                | 1er tour (1/64) | F. Verdasco      | 1er tour (1/64) | A. Seppi      |

N.B. : à droite du résultat se trouve le nom de l'ultime adversaire.

### En double
| Année | Open d'Australie                                                                       | Open d'Australie                                                                     | Internationaux de France                                                                | Internationaux de France                                                               | Wimbledon                                                                          | Wimbledon | US Open | US Open |
| ----- | -------------------------------------------------------------------------------------- | ------------------------------------------------------------------------------------ | --------------------------------------------------------------------------------------- | -------------------------------------------------------------------------------------- | ---------------------------------------------------------------------------------- | --------- | ------- | ------- |
| 2003  | 2e tour (1/16) S. Sargsian \|\| style="text-align:left;" \| B. Bryan M. Bryan          | 2e tour (1/16) K. Vliegen \|\| style="text-align:left;" \| P. Haarhuis I. Kafelnikov | 2e tour (1/16) T. Vanhoudt \|\| style="text-align:left;" \| P. Haarhuis I. Kafelnikov   | 2e tour (1/16) T. Vanhoudt \|\| style="text-align:left;" \| M. Llodra F. Santoro       |                                                                                    |           |         |         |
| 2004  | 2e tour (1/16) O. Rochus \|\| style="text-align:left;" \| R. Koenig P. Pála            | Victoire O. Rochus                                                                   | M. Llodra F. Santoro                                                                    | 2e tour (1/16) O. Rochus \|\| style="text-align:left;" \| R. Leach B. MacPhie          | 1er tour (1/32) O. Rochus \|\| style="text-align:left;" \| J. Knowle N. Zimonjić   |           |         |         |
| 2005  | 2e tour (1/16) O. Rochus \|\| style="text-align:left;" \| W. Moodie N. Zimonjić        | 1/8 de finale O. Rochus \|\| style="text-align:left;" \| B. Bryan M. Bryan           | 1/8 de finale O. Rochus \|\| style="text-align:left;" \| D. Hrbatý M. Mertiňák          | —                                                                                      | —                                                                                  |           |         |         |
| 2006  | 2e tour (1/16) O. Rochus \|\| style="text-align:left;" \| J. Knowle J. Melzer          | 1/4 de finale M. Bhupathi \|\| style="text-align:left;" \| A. Pavel A. Waske         | —                                                                                       | —                                                                                      | 1er tour (1/32) M. Bhupathi \|\| style="text-align:left;" \| L. Friedl M. Youzhny  |           |         |         |
| 2007  | 1er tour (1/32) F. Dancevic \|\| style="text-align:left;" \| S. Aspelin C. Haggard     | —                                                                                    | —                                                                                       | —                                                                                      | —                                                                                  | —         | —       |         |
| 2008  | 1er tour (1/32) H. Armando \|\| style="text-align:left;" \| M. Gicquel F. Santoro      | —                                                                                    | —                                                                                       | —                                                                                      | —                                                                                  | —         | —       |         |
| 2009  | —                                                                                      | —                                                                                    | —                                                                                       | —                                                                                      | —                                                                                  | —         | —       | —       |
| 2010  | —                                                                                      | —                                                                                    | 1er tour (1/32) O. Rochus \|\| style="text-align:left;" \| N. Almagro S. Ventura        | 1er tour (1/32) O. Rochus \|\| style="text-align:left;" \| J. Melzer P. Petzschner     | 1er tour (1/32) O. Rochus \|\| style="text-align:left;" \| D. Gimeno-Traver F. Gil |           |         |         |
| 2011  | 2e tour (1/16) J. Murray \|\| style="text-align:left;" \| B. Phau J. Tipsarević        | 2e tour (1/16) A. Dolgopolov \|\| style="text-align:left;" \| D. Brown M. Kohlmann   | —                                                                                       | —                                                                                      | 1/8 de finale M. Knowles \|\| style="text-align:left;" \| S. Bolelli F. Fognini    |           |         |         |
| 2012  | 1er tour (1/32) K. Skupski \|\| style="text-align:left;" \| D. Bracciali P. Starace    | 1/8 de finale M. Knowles \|\| style="text-align:left;" \| B. Bryan M. Bryan          | 1er tour (1/32) D. Norman \|\| style="text-align:left;" \| Lu Y-h. A. Waske             | 1er tour (1/32) M. Knowles \|\| style="text-align:left;" \| P. Andújar G. García-López |                                                                                    |           |         |         |
| 2013  | 2e tour (1/16) D. Norman \|\| style="text-align:left;" \| A.-U.-H. Qureshi J.-J. Rojer | 1er tour (1/32) K. Skupski \|\| style="text-align:left;" \| J. S. Cabal R. Farah     | 2e tour (1/16) K. Skupski \|\| style="text-align:left;" \| A.-U.-H. Qureshi J.-J. Rojer | 1er tour (1/32) A. Dolgopolov \|\| style="text-align:left;" \| F. López A. Sá          |                                                                                    |           |         |         |

N.B. : le nom du ou de la partenaire se trouve sous le résultat ; le nom des ultimes adversaires se trouve à droite.

### En double mixte
N.B. : le nom de la partenaire se trouve sous le résultat ; le nom des ultimes adversaires se trouve à droite.

## Parcours dans lesMasters 1000
| Année | Indian Wells             | Miami                  | Monte-Carlo            | Rome                     | Hambourg puis Madrid     | Canada                   | Cincinnati                 | Stuttgart puis Madrid puis Shanghai | Paris                 |
| ----- | ------------------------ | ---------------------- | ---------------------- | ------------------------ | ------------------------ | ------------------------ | -------------------------- | ----------------------------------- | --------------------- |
| 1999  | 1/8 de finale C. Moyà    | 1er tour J.-M. Gambill | —                      | —                        | —                        | —                        | 1er tour T. Haas           | —                                   | —                     |
| 2000  | —                        | 2e tour N. Lapentti    | —                      | —                        | —                        | —                        | —                          | —                                   | —                     |
| 2001  | —                        | —                      | —                      | —                        | —                        | 1er tour A. Pavel        | 2e tour P. Rafter          | —                                   | 1/8 de finale T. Haas |
| 2002  | 1er tour R. Federer      | 1er tour F. López      | 1er tour F. Mantilla   | 1/8 de finale T. Robredo | 1er tour G. Cañas        | 1er tour J. Novák        | 1/8 de finale R. Schüttler | 2e tour S. Grosjean                 | 2e tour R. Federer    |
| 2003  | 2e tour S. Grosjean      | 2e tour Lee H-t.       | 1er tour C. Moyà       | 1er tour I. Ljubičić     | 2e tour M. Philippoussis | 1er tour A. Roddick      | 2e tour M. Fish            | —                                   | —                     |
| 2004  | 2e tour D. Hrbatý        | 3e tour G. Cañas       | 1er tour T. Haas       | —                        | 1er tour A. Costa        | 1er tour J. I. Chela     | 1er tour I. Ljubičić       | 1er tour T. Haas                    | 2e tour T. Haas       |
| 2005  | 1er tour M. Mirnyi       | 2e tour D. Ferrer      | 2e tour R. Nadal       | —                        | —                        | 1/8 de finale M. Puerta  | 1er tour C. Moyà           | —                                   | 1er tour F. López     |
| 2006  | 3e tour S. Grosjean      | 2e tour R. Štěpánek    | 1er tour D. Nalbandian | 2e tour T. Berdych       | 1er tour J. Mónaco       | 1/4 de finale R. Federer | 1er tour M. Mirnyi         | 1er tour M. Fish                    | 1er tour S. Grosjean  |
| 2007  | —                        | —                      | —                      | —                        | —                        | —                        | —                          | —                                   | —                     |
| 2008  | 2e tour P. Kohlschreiber | 3e tour R. Štěpánek    | 1er tour M. Safin      | —                        | 1er tour G. Simon        | —                        | —                          | —                                   | —                     |
| 2009  | —                        | —                      | —                      | —                        | —                        | —                        | —                          | —                                   | —                     |
| 2010  | —                        | 1er tour I. Andreev    | —                      | —                        | —                        | 2e tour A. Murray        | —                          | —                                   | 1er tour J. Nieminen  |
| 2011  | 3e tour S. Devvarman     | 2e tour M. Llodra      | 1er tour A. Montañés   | 2e tour A. Murray        | 1/8 de finale R. Federer | —                        | 1er tour K. Anderson       | —                                   | —                     |
| 2012  | 2e tour R. Štěpánek      | 2e tour J.-W. Tsonga   | —                      | —                        | —                        | —                        | —                          | —                                   | —                     |
| 2013  | 1er tour L. Mayer        | 3e tour K. Nishikori   | 1er tour G. Dimitrov   | 1er tour A. Kuznetsov    | 1er tour D. Istomin      | 1er tour J. Levine       | —                          | —                                   | —                     |

N.B. : sous le résultat se trouve le nom de l’ultime adversaire.

## Classement ATP en fin de saison

### En simple
| Année | 1998 | 1999 | 2000 | 2001 | 2002 | 2003 | 2004 | 2005 | 2006 | 2007 | 2008 | 2009 | 2010 | 2011 | 2012 | 2013 |
| Rang  | 161  | 142  | 127  | 33   | 25   | 56   | 47   | 48   | 37   | 109  | 162  | 94   | 60   | 49   | 62   | 135  |

### En double
| Année | 2002 | 2003 | 2004 | 2005 | 2006 | 2007 | 2008 | 2009 | 2010 | 2011 | 2012 | 2013 |
| Rang  | 393  | 95   | 39   | 64   | 83   | 160  | 166  | 539  | 333  | 26   | 47   | 109  |

Source : (en) Classements de Xavier Malisse sur le site officiel de la Fédération internationale de tennis

## Records et Statistiques

### Victoires sur le top 20
| #  | Lieu                              | Année | Surface     | Adversaire          | Rang | Tour          | Score                   |
| -- | --------------------------------- | ----- | ----------- | ------------------- | ---- | ------------- | ----------------------- |
| 1  | Tournoi de tennis du Mexique      | 1998  | Terre       | Félix Mantilla      | 20   | 2e tour       | 7-6, 3-6, 6-3           |
| 2  | Masters d'Indian Wells            | 1999  | Dur         | Goran Ivanišević    | 13   | 2e tour       | 7-6, 6-3                |
| 3  | Tournoi de tennis d'Indianapolis  | 2000  | Dur         | Marcelo Ríos        | 19   | 2e tour       | 6-4, 7-6                |
| 4  | Tournoi de tennis de Bois-le-Duc  | 2001  | Gazon       | Arnaud Clément      | 12   | 1er tour      | 6-4, 6-4                |
| 5  | Tournoi de Los Angeles            | 2001  | Dur         | Marat Safin         | 2    | 2e tour       | 7-5, 6-3                |
| 6  | US Open                           | 2001  | Dur         | Tim Henman          | 9    | 3e tour       | 6-7, 6-3, 7-5, 4-6, 6-4 |
| 7  | Tournoi de tennis de Lyon         | 2001  | Synthétique | Arnaud Clément      | 13   | 2e tour       | 7-5, 3-6, 7-6           |
| 8  | Open de Paris-Bercy               | 2001  | Synthétique | Arnaud Clément      | 14   | 2e tour       | 6-4, 3-6, 7-6           |
| 9  | Masters de Rome                   | 2002  | Terre       | Marat Safin         | 6    | 2e tour       | 6-3, 6-4                |
| 10 | Roland Garros                     | 2002  | Terre       | Tim Henman          | 6    | 2e tour       | 6-2, 3-6, 7-6, 6-3      |
| 11 | Wimbledon                         | 2002  | Gazon       | Ievgueni Kafelnikov | 6    | 3e tour       | 7-6, 7-5, 6-1           |
| 12 | Masters de Hambourg               | 2003  | Terre       | Àlex Corretja       | 17   | 2e tour       | 7-6, 4-6, 6-3           |
| 13 | Masters de Cincinnati             | 2003  | Dur         | Lleyton Hewitt      | 6    | 1er tour      | 3-6, 6-4, 6-2           |
| 14 | US Open                           | 2003  | Dur         | Agustín Calleri     | 19   | 2e tour       | 6-2, 6-7, 6-3, 3-6, 6-3 |
| 15 | Roland Garros                     | 2004  | Terre       | Rainer Schüttler    | 7    | 1er tour      | 6-4, 7-5, 6-4           |
| 16 | Wimbledon                         | 2004  | Gazon       | Jiří Novák          | 16   | 1er tour      | 6-3, 6-4, 6-4           |
| 17 | Masters du Canada                 | 2005  | Dur         | Thomas Johansson    | 15   | 2e tour       | 7-5, 7-6                |
| 18 | Masters d'Indian Wells            | 2006  | Dur         | Radek Štěpánek      | 17   | 2e tour       | 6-1, 6-1                |
| 19 | Masters de Rome                   | 2006  | Terre       | Gastón Gaudio       | 8    | 1er tour      | 4-6, 6-3, 6-3           |
| 20 | Tournoi de tennis d'Indianapolis  | 2006  | Dur         | Fernando González   | 16   | 1/4 de finale | 7-6, 6-4                |
| 21 | Masters du Canada                 | 2006  | Dur         | Nikolay Davydenko   | 5    | 1er tour      | 6-3, 7-5                |
| 22 | Tournoi de tennis de Chennai      | 2007  | Dur         | Rafael Nadal        | 2    | 1/2 finale    | 6-4, 7-6                |
| 23 | Tournoi de tennis de Delray Beach | 2007  | Dur         | James Blake         | 6    | Finale        | 5-7, 6-4, 6-4           |
| 24 | Masters de Miami                  | 2008  | Dur         | David Nalbandian    | 7    | 2e tour       | 6-1, 6-4                |
| 25 | Open de San José                  | 2010  | Dur         | Radek Štěpánek      | 14   | 1er tour      | 6-3, 6-4                |
| 26 | Tournoi de tennis de Memphis      | 2010  | Dur         | Tommy Haas          | 18   | 1er tour      | 6-4, 3-6, 6-4           |
| 27 | Tournoi de tennis du Queen's      | 2010  | Gazon       | Novak Djokovic      | 3    | 3e tour       | 6-4, 3-6, 6-4           |
| 28 | Wimbledon                         | 2010  | Gazon       | Juan Carlos Ferrero | 17   | 1er tour      | 6-2, 6-7, 7-6, 4-6, 6-1 |
| 29 | Tournoi de Washington             | 2010  | Dur         | Tomáš Berdych       | 8    | 1/4 de finale | 6-4, 3-6, 6-2           |
| 30 | Tournoi de tennis de Moselle      | 2010  | Dur         | Ivan Ljubičić       | 17   | 2e tour       | 7-5, 6-2                |
| 31 | Masters d'Indian Wells            | 2011  | Dur         | Jo-Wilfried Tsonga  | 17   | 2e tour       | 7-6, 7-5                |
| 32 | Wimbledon                         | 2011  | Gazon       | Florian Mayer       | 18   | 2e tour       | 1-6, 6-3, 6-2, 6-2      |
| 33 | Wimbledon                         | 2011  | Gazon       | Jürgen Melzer       | 11   | 3e tour       | 7-6, 6-3, 6-4           |
| 34 | Wimbledon                         | 2012  | Gazon       | Gilles Simon        | 13   | 2e tour       | 6-4, 6-4, 7-6           |
| 35 | Wimbledon                         | 2012  | Gazon       | Fernando Verdasco   | 16   | 3e tour       | 1-6, 7-6, 6-1, 4-6, 6-3 |
| 36 | Open de Bois-le-Duc               | 2013  | Gazon       | David Ferrer        | 4    | 1er tour      | 7-63, 6-3               |

### Ses trois meilleures victoires en simple par saison
| 1996 1. Filippo Messori - 138e | 1998 1. Félix Mantilla - 20e 2. Thomas Muster - 24e 3. Francisco Clavet - 29e | 1999 1. Goran Ivanišević - 13e 2. Davide Sanguinetti - 47e 3. Scott Draper - 49e | 2000 1. Marcelo Ríos - 19e 2. Magnus Larsson - 36e 3. David Prinosil - 59e |

| 2001 1. Marat Safin - 2e 2. Tim Henman - 9e 3. Arnaud Clément - 12e | 2002 1. Marat Safin - 6e 2. Tim Henman - 6e 3. Ievgueni Kafelnikov - 6e | 2003 1. Lleyton Hewitt - 6e 2. Àlex Corretja - 17e 3. Agustín Calleri - 19e | 2004 1. Rainer Schüttler - 7e 2. Jiří Novák - 16e 3. Albert Costa - 23e |

| 2005 1. Thomas Johansson - 15e 2. Vincent Spadea - 21e 3. Mikhail Youzhny - 26e | 2006 1. Nikolay Davydenko - 5e 2. Gastón Gaudio - 8e 3. Jarkko Nieminen - 15e | 2007 1. Rafael Nadal - 2e 2. James Blake - 6e 3. Fabrice Santoro - 52e | 2008 1. David Nalbandian - 7e 2. Jarkko Nieminen - 26e 3. Jürgen Melzer - 60e |

| 2009 1. Michaël Llodra - 56e 2. Teimuraz Gabachvili - 64e 3. Michael Berrer - 120e | 2010 1. Novak Djokovic - 3e 2. Tomáš Berdych - 8e 3. Radek Štěpánek- 14e | 2011 1. Jürgen Melzer - 11e 2. Jo-Wilfried Tsonga - 17e 3. Florian Mayer - 18e | 2012 1. Gilles Simon - 13e 2. Fernando Verdasco - 16e 3. Florian Mayer - 21e |

| 2013 1. David Ferrer - 4e- 7-63, 6-3 2. Jérémy Chardy - 25e- 6-3, 6-2 3. Martin Kližan - 30e- 7-64, 3-6, 6-3 |